# Association pour la recherche historique sur les corporations d'étudiants
L'Association pour la recherche historique sur les corporations d'étudiants (en allemand Verein für corpsstudentische Geschichtsforschung, en abrégé VfcG) est une association universitaire d'histoire se vouant à l'histoire universitaire et étudiante. L'accent est mis sur l'histoire des fraternités étudiantes en Europe centrale. Avec près de 1 300 membres (juin 2017), c'est l'une des plus grandes associations du genre.

## Histoire et mission
L'association est fondée en 1955 par Erich Bauer (de) et Robert Paschke (de), qui en deviennent plus tard les présidents d'honneur. Elle se fixe pour objectif « d'étudier l'histoire culturelle des grandes écoles allemandes et de leurs citoyens universitaires, en particulier l'histoire des corporations allemandes, et de publier les résultats ». En outre, elle aura à tâche de promouvoir les collections relatives aux corporations d'étudiants, telles que conservées à l'Institut d'études universitaires de l'université de Wurtzbourg, et rassembler les groupes intéressés par ces missions. Bien qu'elle ait été fondée par des anciens du Kösener Senioren-Convents-Verband (KSCV), la VfcG a attaché dès le départ de l'importance à ce que l'adhésion ne soit pas conditionnée par l'adhésion à une association ou corporation étudiante. Cela s'applique également aux auteurs de l'annuaire Einst und Jetzt et détermine un large éventail de thèmes couvrant l'ensemble de l'histoire étudiante, en ce compris la fiction, l'art et l'étude de sources. Les réunions annuelles publiques ont lieu chaque année le mercredi précédant la Pentecôte au Rudelsburg (de) près de Bad Kösen.

## Einst und Jetzt
Depuis sa création, l'association a publié 64 tomes ainsi que 16 cahiers et volumes hors-série de son annuaire Einst und Jetzt, dont 20 tomes et 3 hors-série sous la direction actuelle. L'annuaire est disponible dans de nombreuses bibliothèques universitaires. Les contributions abordent les coutumes étudiantes, les chansons étudiantes, le mensur et le duel, l'héraldique, les beaux-arts et la fiction, l'architecture, les monuments et les sources (livres de famille, archives des corporations et des universités). Les biographies, l'histoire culturelle, sociale et contemporaine (Lumières, mouvement national, République de Weimar, IIIe Reich) dans le contexte étudiant de la vie de corporation sont de plus en plus mises en avant. L'histoire universitaire et étudiante des temps modernes et de l'époque contemporaine — comprenant aussi les confins de l'espace culturel allemand (États baltes, Pologne, Bohême et Moravie, Hongrie, et également Espagne et États-Unis) — trouve toujours sa place dans les annuaires. De nombreux auteurs sont des historiens spécialisés ou œuvrent dans des domaines spécialisés rares. En 2013 a été publié le numéro spécial feuilles de mémoire, épuisé entre-temps. Le volume 61 (publié en 2016) se penche plus particulièrement — suivant en cela l’Institut für Hochschulkunde de l’université de Wurtzbourg — sur le sujet, jusque-là insuffisamment traité, des corporations juives dans l’ancienne aire germanophone.

## Auteurs
- Albin Angerer (de)
- Rainer Assmann (de)
- Karsten Bahnson (de)
- Werner Barthold (de)
- Hans-Joachim Bartmuß (de)
- Richard Bayer (de)
- Martin Biastoch (de)
- Ernst Biesalski (de)
- Bruno Boesch (de)
- Karl Bosl
- Tobias C. Bringmann (de)
- Friedhelm Brusniak (de)
- Hermann Butzer (de)
- Ludwig Denecke
- Otto Deneke (de)
- Ernst Georg Deuerlein (de)
- Robert Develey (de)
- Karl Dienst (de)
- Martin Dossmann (de)
- Paul Ehinger (de)
- Friedrich Wilhelm Euler
- Gregor Gatscher-Riedl (de)
- Erich Geldbach (de)
- Stefan Gerber (de)
- Roland Girtler (de)
- Paulgerhard Gladen
- Gerhard G. Habermehl (de)
- Peter Hauser (de)
- Kurt Heinrichs (de)
- Jürgen Herrlein
- Friedrich Hielscher
- Hermann Hobrecker (de)
- Henning Hoffsten (de)
- Henner Huhle (de)
- Erhard Jöst (de)
- Heiner Jüttner (de)
- Peter Kaupp
- Bernd-Rüdiger Kern (de)
- Hans-Otto Keunecke (de)
- Jürgen Kloosterhuis
- Günther Knecht (de)
- Hans-Reinhard Koch (de)
- Rudolf Körner (de)
- Wilhelm Kohlhaas
- Manfred Komorowski (de)
- Peter Ferdinand Krause (de)
- Stefan Kummer (de)
- Raimund Lang (de)
- Walter Lange (de)
- Paul Georg Lankisch (de)
- Peter Lindemann (de)
- Harald Lönnecker
- Robert von Lucius (de)
- Herbert Lüthy (de)
- Hans Christhard Mahrenholz (de)
- Franz Mayer (de)
- Andreas Mettenleiter
- Otto Meyer (de)
- Georg Meyer-Erlach (de)
- Andreas Mölzer
- Dieter Mronz (de)
- Herbert Neupert (de)
- Helmut Plath (de)
- Martin Rackwitz (de)
- Fritz Ranzi (de)
- Alexander Rauchfuss (de)
- Hermann Rink (de)
- Hermann Sand (de)
- Herbert Scherer (de)
- Georg Schmidgall (de)
- Arno Schmidt (de)
- Friedrich Eberhard Schnapp (de)
- Berent Schwineköper (de)
- Harald Seewann (de)
- Lothar Selke (de)
- Adolf Siegl (de)
- Sebastian Sigler
- Bernhard Sommerlad (de)
- Paul Ssymank (de)
- Franz Stadtmüller (de)
- Friedrich Stahler (de)
- Matthias Stickler (de)
- Fritz Timme (de)
- Wilhelm Tochtermann (de)
- Wolfgang Wachtsmuth (de)
- Richard Walzel (de)
- Fritz Weigle (de)
- Egbert Weiß
- Carl-August Witt (de)
- Ernst Ziegler (de)
- Marc Zirlewagen (de)
- Heinz Zirnbauer (de)

## Membres du conseil d'administration
Le conseil élargi comprend deux officiers et deux conseils consultatifs

### Présidents
- 1956-1968 Erich Bauer Rhenaniae Tübingen EM, Lusatiae Leipzig (de) EM, Borussia Halle
- 1969-1982 Robert Paschke Bavariae Erlangen (de)
- 1983–1996 Herbert Kater Makaria-Guestphaliae (de), Budissae (de), Neoborussiae Berlin[5]
- 1996-2003 Rolf-Joachim Baum Bavariae Würzburg (de)
- 2004-2009 Rudolf Wohlleben (de) Alemanniae Karlsruhe (de), Franconiae Berlin, Franco-Guestphaliae
- depuis 2009 Rüdiger Döhler Masoviae

### Éditeurs
L'annuaire est jusqu'à présent édité par six éditeurs :
- 1956 Eric Bauer
- 1969 Robert Pashke
- 1976 Adolf Julius Fillibeck Sueviae München (de)
- 1980 Ernst Meyer-Camberg (de) Onoldiae (de)
- 1985 Wolfgang Gottwald Sueviae München
- depuis 1998 Hans Peter Hümmer (de) Onoldiae

### Trésorier
Depuis sa création, l'association compte sept caissiers/trésoriers.